# Hellmut Weishaupt
Hellmut Weishaupt, vollständig Karl Alexander Eduard Franz Hellmut Weishaupt (* 18. Oktober 1895 in Heilsberg; † Dezember 1958) war ein deutscher Pädagoge und Abgeordneter.

## Leben
Hellmut Weishaupt besuchte das Gymnasium in Erfurt bis zum Abitur Ostern 1913. Er studierte an den Universitäten Marburg und Tübingen. Von August 1914 bis Januar 1919 diente er als Kriegsfreiwilliger im Ersten Weltkrieg im 1. Großherzoglichen Hessischen Feldartillerie-Regiment Nr. 25 und wurde bis 1918 Leutnant und Batterieführer. 1921 bestand er das Staatsexamen in Marburg als Gymnasiallehrer für die Fächer Religion, Geschichte und Deutsch mit Auszeichnung.
Seine erste Stelle als Studienassessor erhielt er in Halle (Saale). 1923 kam er als Studienrat an die Oberschule zum Dom in Lübeck unter dem Reformpädagogen Sebald Schwarz. Er war Mitglied der SPD und wurde Abgeordneter der Lübecker Bürgerschaft. Nach der Machtergreifung der Nationalsozialisten wurde er durch den neuen Kultursenator Ulrich Burgstaller am 29. April 1933 nach § 4 des Gesetzes zur Wiederherstellung des Berufsbeamtentums zwangspensioniert.
Weishaupt, der schon zuvor häufiger Referent an der evangelischen Heimvolkshochschule Wislade bei Lüdenscheid gewesen war, entschied sich für ein Vollstudium der Evangelischen Theologie. Er bestand am 23. September 1936 die 1. und am 16. September 1937 die 2. Theologische Prüfung in Hamburg, wurde zum Pastor der Evangelisch-Lutherischen Kirche im Hamburgischen Staate ordiniert und übernahm eine Pfarrstelle in Hamburg-Barmbek. Im Zweiten Weltkrieg leistete er wiederum Kriegsdienst, wurde aber als politisch nicht zuverlässig nur als Flakwehrmann eingesetzt. Nachdem sein Pastorat schon 1942 durch einen Luftangriff zerstört worden war, erlebte er im Sommer den weitgehenden Untergang seiner Gemeinde in der Operation Gomorrha. Anschließend war er bei der Betreuung evakuierter Hamburger in der Oberpfalz eingesetzt.
Zum 1. Januar 1946 kam er in den Lübecker Schuldienst zurück und wurde zum Oberstudienrat und Direktor des Katharineums ernannt. Zum 1. Januar 1949 wechselte er als Oberschulrat an das schleswig-holsteinische Kultusministerium in Kiel und wurde 1953 zusätzlich Lehrbeauftragter für Didaktik der höheren Schulen an der Universität Kiel.

## Auszeichnungen
- Eisernes Kreuz

II. Klasse Februar 1916
I. Klasse August 1918
- Hessische Tapferkeitsmedaille Mai 1917

## Werke
- Die katholische Kirche der Gegenwart. Leipzig: Quelle & Meyer 1926 (Religionskundliche Quellenbücherei)

2. verbesserte Auflage 1930
- Evangelische Frömmigkeit in unserer Zeit. Leipzig: Quelle & Meyer 1927 (Religionskundliche Quellenbücherei)